# Célibataire cherche l'amour
Pour plus de détails, voir Fiche technique et Distribution.
Célibataire cherche l'amour (A Nice Girl Like You) est un film américain réalisé par Chris Riedell et Nick Riedell, sorti en 2020,,,,.

## Synopsis
Lucy Neal, une violoniste, se remet en question après que son ex-petit ami a décidé de rompre, la jugeant trop inhibée. Afin de lui prouver le contraire, elle se lance dans la création d'une liste d'actions « sauvages » à réaliser. Elle ne le sait pas encore mais ces événements vont lui permettre de se découvrir et de rencontrer un nouvel amour.

## Distribution
- Lucy Hale : Lucy Neal
- Leonidas Gulaptis : Grant Anderson
- Jackie Cruz : Nessa Jennings
- Mindy Cohn : Pricilla Blum
- Adhir Kalyan : Paul Goodwin
- Stephen Friedrich : Jeff Thayer
- Leah McKendrick : Honey Parker